# Universe (платформа)
Universe (кор. 유니버스, укр. Всесвіт, стилізується як UNIVERSE) — це корейська програма для мобільних пристроїв і вебплатформа, створена розробником відеоігор NCSoft і керована її дочірньою компанією у сфері розваг Klap.
Глобальна розважальна платформа K-pop оприлюднила всіх 36 артистів-учасників окремо з 12 листопада 2020 року по 19 липня 2022 року.

## Розробка
Напередодні дня запуску Universe перевищило чотири мільйони попередньо зареєстрованих користувачів як в App Store, так і в Google Play. Станом на січень 2021 року фанати K-pop зі 188 країн світу, включаючи Південну Корею, США, Японію, Тайвань, Індонезію та Бразилію, завершили попередню реєстрацію, причому 80 % цих користувачів проживали за кордоном. Через два місяці після запуску Universe досягло понад п'яти мільйонів завантажень із усього світу. Через чотири місяці після запуску кількість завантажень перевищила десять мільйонів завантажень.
За десять місяців після випуску додаток Universe отримав більше 20 мільйонів завантажень. Частка закордонних користувачів зросла до 89 %, а загальна кількість випущеного оригінального контенту зросла до 5122 із загальною кількістю переглядів 21,46 мільйона. Станом на липень 2022 року після повної реорганізації служби Universe із загальною кількістю 6288 оригінальних вмістів щомісячна кількість переглядів зросла в 10 разів, загальна кількість переглядів досягла 24 мільйонів, а кількість глобальних завантажень перевищила 24 мільйони.

## Виконавці

### Поточні
- IZ*ONE[8]
- Кан Деніель[en][9]
- (G)I-dle[10]
- Ateez[11]
- Astro[12]
- CIX[13]
- Пак Джі Хун[en][14]
- WEi[15]
- Brave Girls[16]
- Drippin[16]
- Йондже[en] (GOT7)[17]
- Epex[17]
- Вонхо[18]
- Weki Meki[18]
- Квон Ин Бі[19]
- Ха Сон Вон[en][20]
- Ghost9[21]
- Хо Йон Джі[22]
- Kard[22]
- Чо Ю Рі[22]
- Viviz[23]
- Kep1er[24]
- Єна[en][25]
- Лі Дон Ук[26]
- Ю Йон Сок[en][26]
- Кім Бом[26]
- DKZ[27]

### Колишні
- Oh My Girl (2021–2022)[15][28]
- Єрін[en] (2021–2022, перейшла до Dear U bubble від «Bubble with Stars»)[29][30]
- SF9 (2021–2022)[31]
- Lightsum (2021–2023, перейшли до Weverse)[23]
- The Boyz(2020–2023, перейшли до Weverse)[32]
- AB6IX(2020–2023, перейшли до Dear U Bubble від «Bubble with Stars»)[33][34]
- Monsta X(2020–2023, перейшли до Dear U Bubble від «Bubble for Starship»)[35][36]
- WJSN(2020–2023, перейшли до Dear U Bubble від «Bubble for Starship»)[37][36]
- Cravity(2021–2023, перейшли до Dear U Bubble від «Bubble for Starship»)[15][36]
- IVE(2021–2023, moved to Dear U Bubble under "Bubble for Starship")[38][36]

## Ексклюзивний контент для Universe

### Серіали
- Kang Daniel — Agent Blackjack K (10 Episodes)[39]
- Monsta X — Area 51: The Code (10 Episodes)[40]
- Iz*One — Fantastic I*z: Hidden School (10 Episodes)[джерело?]

### Радіо
- Kang Daniel — Kang Daniel Film Festival (7.25 MHz)[41]
- The Boyz — Star THE Bs D.D.D (12.06 MHz)[41]
- Monsta X — Smart Ones (5.14 MHz)[41]
- Park Jihoon — The Next Door (3.26 MHz)[41]
- Astro — Hot Topics! (2.23 MHz)[41]
- Iz*One — Oneiric Diary (10.29 MHz)[41]
- Ateez — The Clues (10.24 MHz)[41]
- (G)I-dle — Not That Close (5.02 MHz)[41]
- WJSN — Universe War (2.25 MHz)[41]
- AB6IX — Care to Join? (5.22 MHz)[41]
- CIX — Seeds of Temptation (7.23 MHz)[41]
- SF9 — Catch Up! (10.05 MHz)[41]

## Universe Music
Усі виконавці, які приєдналися до Universe, братимуть участь у серії «Universe Music» із різноманітним вмістом, зокрема музичними відео, щомісяця.
| Дата             | Виконавець                | Назва            | Нотатки                  | Прим.        |
| ---------------- | ------------------------- | ---------------- | ------------------------ | ------------ |
| 26 січня 2021    | IZ*ONE                    | «D-D-Dance»      | Prod. Full8loom          | [ 43 ] [ b ] |
| 9 лютого 2021    | Sumi Jo та Rain           | Guardians        | Тематична пісня Universe | [ 44 ] [ c ] |
| 3 березня 2021   | Park Ji-hoon feat. Lee Hi | «Call U Up»      | Prod. Primary            | [ 45 ] [ b ] |
| 29 квітня 2021   | (G)I-dle                  | «Last Dance»     | Prod. Groovy Room        | [ 46 ] [ c ] |
| 13 травня 2021   | Kang Daniel feat. Loco    | «Outerspace»     | Н/Д                      | [ 47 ] [ c ] |
| 24 травня 2021   | AB6IX                     | «Gemini»         | Н/Д                      | [ 48 ] [ c ] |
| 1 липня 2021     | CIX                       | «Tesseract»      | Prod. Hui, Minit         | [ 49 ] [ b ] |
| 11 липня 2021    | The Boyz                  | «Drink It»       | Н/Д                      | [ 50 ] [ b ] |
| 26 липня 2021    | Monsta X                  | «Kiss or Death»  | Н/Д                      | [ 51 ] [ b ] |
| 2 вересня 2021   | Astro                     | «Alive»          | Н/Д                      | [ 52 ] [ c ] |
| 23 вересня 2021  | WJSN                      | «Let Me In»      | Н/Д                      | [ 53 ] [ b ] |
| 1 жовтня 2021    | WEi                       | «Starry Night»   | Prod. Dress              | [ 54 ] [ b ] |
| 11 листопад 2021 | Drippin                   | «Vertigo»        | Н/Д                      | [ 55 ] [ c ] |
| 23 грудня 2021   | Oh My Girl                | «Shark»          | Н/Д                      | [ 56 ] [ c ] |
| 30 грудня 2021   | SF9                       | «Savior»         | Н/Д                      | [ 57 ] [ d ] |
| 31 січня 2022    | Ateez                     | «Don't Stop»     | Н/Д                      | [ 58 ]       |
| 10 березня 2022  | Квон Ин Бі                | «Esper»          | Н/Д                      | [ 59 ]       |
| 14 квітня 2022   | Ha Sung-woon              | «La La Pop!»     | Н/Д                      | [ 60 ]       |
| 29 квітня 2022   | Kang Daniel               | «Ready to Ride»  | Н/Д                      | [ 61 ]       |
| 31 травня 2022   | Cravity                   | «Vivid»          | Н/Д                      | [ 62 ]       |
| 17 червня 2022   | The Boyz                  | «Sweet»          | Н/Д                      | [ 63 ]       |
| 7 липня 2022     | Monsta X                  | «If with U»      | Н/Д                      | [ 64 ]       |
| 21 липня 2022    | Astro                     | «U&Iverse»       | Н/Д                      | [ 65 ]       |
| 11 серпня 2022   | Jo Yu-ri                  | «Maybe»          | Н/Д                      | [ 66 ]       |
| 19 серпня 2022   | Вонхо                     | «Don't hesitate» | Н/Д                      | [ 67 ]       |
| 23 вересня 2022  | Kep1er                    | «Sugar Rush»     | Н/Д                      | -            |
| 27 жовтня 2022   | Viviz                     | «Rum Pum Pum»    |                          |              |

## Концерти
| Дата           | Назва   | Місце проведення                        | Артисти | Кількість відвідувачів | Прим.         |
| -------------- | ------- | --------------------------------------- | --- | ---------------------- | ------------- |
| 14 лютого 2021 | UNI-KON | Онлайн                                  | AB6IX Astro Ateez CIX Cravity (G)I-dle Iz*One Kang Daniel Monsta X Oh My Girl Пак Джіхун The Boyz WEi WJSN | 2,600,000              | [ 68 ]        |
| 2 липня 2022   | UNI-KON | SK Olympic Handball Gymnasium та онлайн | Astro Ghost9 Ive Пак Джіхун The Boyz WEi Weki Meki WJSN Wonho Younite                                      | 3,800,000              | [ 69 ] [ 70 ] |
| 3 липня 2022   | UNI-KON | SK Olympic Handball Gymnasium та онлайн | Ateez CIX Cravity Drippin EPEX Чо Юрі Kep1er Lightsum SF9 Єна                                              | 3,800,000              | [ 69 ] [ 70 ] |

## Фан-зустрічі

### Фан-вечірка Universe
| Дата                      | Назва                     | Місце проведення  | Артист      | Прим.  |
| ------------------------- | ------------------------- | ----------------- | ----------- | ------ |
| 28 лютого 2021            | Iz*one Online Fan Party   | Онлайн            | Iz*One      | [ 71 ] |
| 17 квітня 2021            | CIX: Blooming Day         | Онлайн            | CIX         | [ 72 ] |
| 16 травня 2021            | Dear My D                 | Онлайн            | Kang Daniel | [ 73 ] |
| 6 червня 2021             | Sunday Cravity            | Онлайн            | Cravity     | [ 74 ] |
| 24 липня 2021 (відмінено) | Monsta Castle             | Онлайн            | Monsta X    | [ 76 ] |
| 7 листопада 2021          | Welcome to WJSN House     | YES24 Live Hall   | WJSN        | [ 77 ] |
| 11 лютого 2022            | Oh My Princess Diary      | YES24 Live Hall   | Oh My Girl  | [ 78 ] |
| 7 травня 2022             | Dream Driver              | Nodeul Live House | Drippin     | [ 79 ] |
| 8 травня 2022             | Eunbi's Secret Store      | Nodeul Live House | Квон Ин Бі  | [ 79 ] |
| 21 травня 2022            | School Fest. in Neverland | YES24 Live Hall   | (G)I-dle    | [ 80 ] |

## Нотатки
1. ↑  The full music videos were exclusively released on the Universe app, excluding the one for the platform's theme song Guardians (Universe), which is also accessible on Warner Music Korea's YouTube channel. Starting with "Shark", the music videos are now released on YouTube a few days after their release on the app. Music videos for past Universe Music songs are now also available on the YouTube channels of Universe, Warner Music Korea, 1theK (Kakao Entertainment), and Sony Music Korea.
2. 1 2 3 4 5 6 7  Дистрибутор: Kakao Entertainment
3. 1 2 3 4 5 6 7  Дистрибутор: Warner Music Korea
4. ↑  Distribution: Sony Music Korea
5. ↑  Перенесено на невизначений термін через COVID-19[75].